# Rejon dobriński
Rejon dobriński (ros. Добринский район) – jednostka administracyjna w Rosji, w południowo-wschodniej części obwodu lipieckiego.
Centrum administracyjnym rejonu jest osiedle (w latach 1967–2005 – osiedle typu miejskiego) Dobrinka.

## Geografia
Rejon zajmuje powierzchnię 1667,26 km².
Graniczy z obwodem tambowskim i obwodem woroneskim oraz rejonami usmańskim i griazińskim obwodu lipieckiego.
Główne rzeki rejonu: Czamłyk i Pławica.

## Historia
Od 1934 do 1954 roku rejon wchodził w skład obwodu woroneskiego. W 1954 wszedł w skład nowo utworzonego obwodu lipieckiego.

## Demografia
W 2006 roku rejon liczył 39 700 mieszkańców, zamieszkujących w 115 miejscowościach.

## Podział administracyjny
W skład rejonu wchodzi 20 wiejskich jednostek administracyjnych.
- dobryńska
- bierezniegowatska
- bogorodicka - Pławica
- wierchnie-matrońska
- gieorgiewska
- demszyńska
- durowska
- dubowska
- kawieryńska
- maziejska
- niżnie-matrońska
- niżnie-czerkutińska
- pawłowska
- pietrowska
- puszkińska
- safonowska
- sriednie-matrońska
- tichwińska
- talicka - Talicki Czamłyk
- chworostiańska

## Zabytki
W rejonie znajdują się zabytki archeologiczne z epoki paleolitu górnego i żelaza. Kurhany z epoki brązu były przebadane a znalezione eksponaty znajdują się w muzeum obwodowym.